# Gendarmerie (Serbie)
Pour les articles homonymes, voir Gendarmerie (homonymie).
La Gendarmerie (en serbe Жандармерија et Žandarmerija) est l'équivalent en Serbie de la gendarmerie. Créée au XIXe siècle, elle fut dissoute à la fin de la Seconde Guerre mondiale, la majorité de ses membres ayant collaboré avec le régime nazi. Elle fut réhabilitée en 2001. La Žandarmerija comprend actuellement le JSO du serbe : Јединица за Cпецијалне Oперације ou Jedinica za Specijalne Operacije (unité d'opérations spécialisées) et le PJP (unité spéciale de la police) deux unités d'élites comparables au SAJ ou au PTJ

## Composition
La Žandarmerija est divisée en 4 bataillons basés dans les quatre villes majeures de Serbie : Belgrade, Niš, Novi Sad et Kraljevo. Chaque bataillon comporte entre 700 et 800 hommes. Réel

## Devoirs
Les principaux devoirs de la Žandarmerija sont de maintenir la paix et l'ordre en Serbie, combattre le terrorisme, contenir toute violence et réprimer tous ceux qui la provoquent.

## Histoire
La Žandarmerija fut créée en 1860 environ et comprenait alors 120 officiers. Durant la Seconde Guerre mondiale, ses membres collaborèrent avec l'Allemagne nazie et traquèrent les résistants en Serbie. L'unité fut dissoute en 1945 sur l'ordre des alliés et réhabilitée le 28 juin 2001 par le ministre de l'intérieur Dušan Mihailović. La mission la plus connue de la Žandarmerija fut de retrouver et d'arrêter les auteurs de l'assassinat de Zoran Đinđić.

## Équipements
La Žandarmerija dispose de tous les équipements utilisés actuellement par les forces de l'ordre de presque tous les pays, à savoir des pistolets Zastava CZ-99, des fusils d'assaut (Zastava M21 & Zastava M70), des tenues anti-gaz, des mitrailleuses (Zastava M84 montée sur véhicule), des uniformes de diverses couleurs pour mieux s'adapter à l'environnement dans lequel les gendarmes serbes doivent opérer, des véhicules blindés pour résister aux attaques extérieures...

## Véhicules
La Žandarmerija dispose de SPAT 2/30 M-80, Land Rover Defender, Mercedes-Benz Classe G, Pinzgauer, BOV-M, véhicules armés de la marque anglaise Saxon...

## Galerie

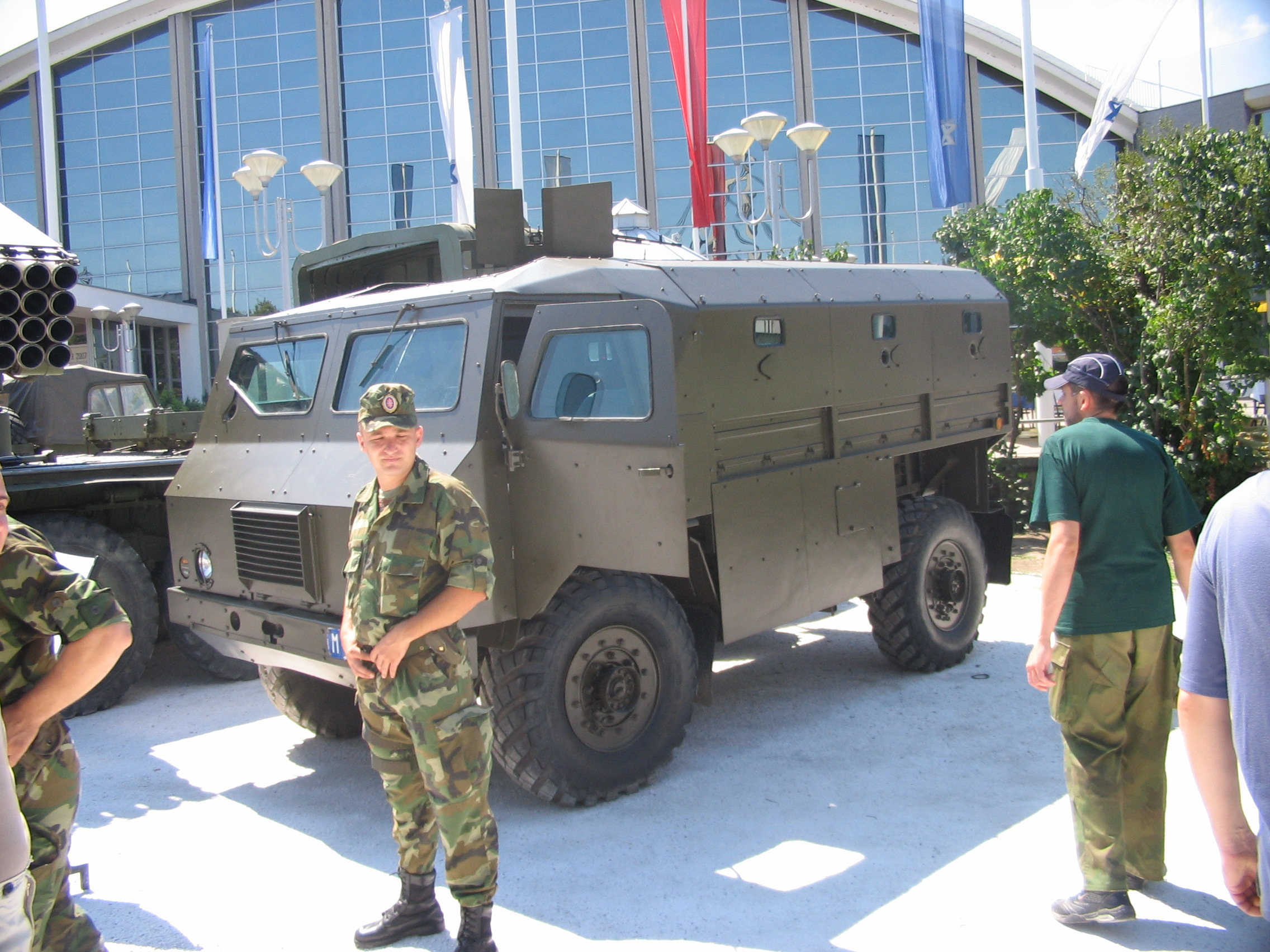
camion blindé TAM-110 "Lynx"
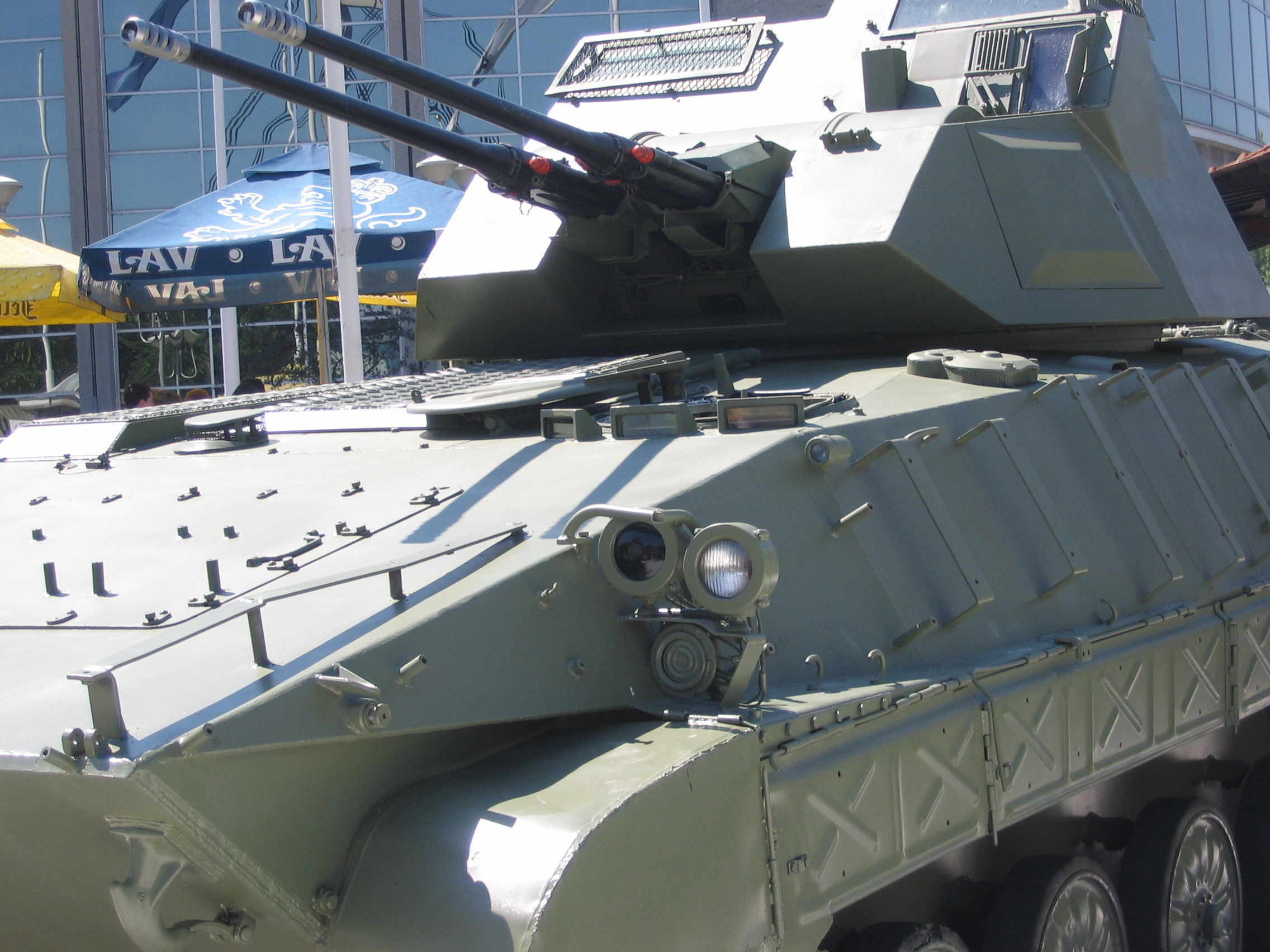
SPAT 2/30 M-80
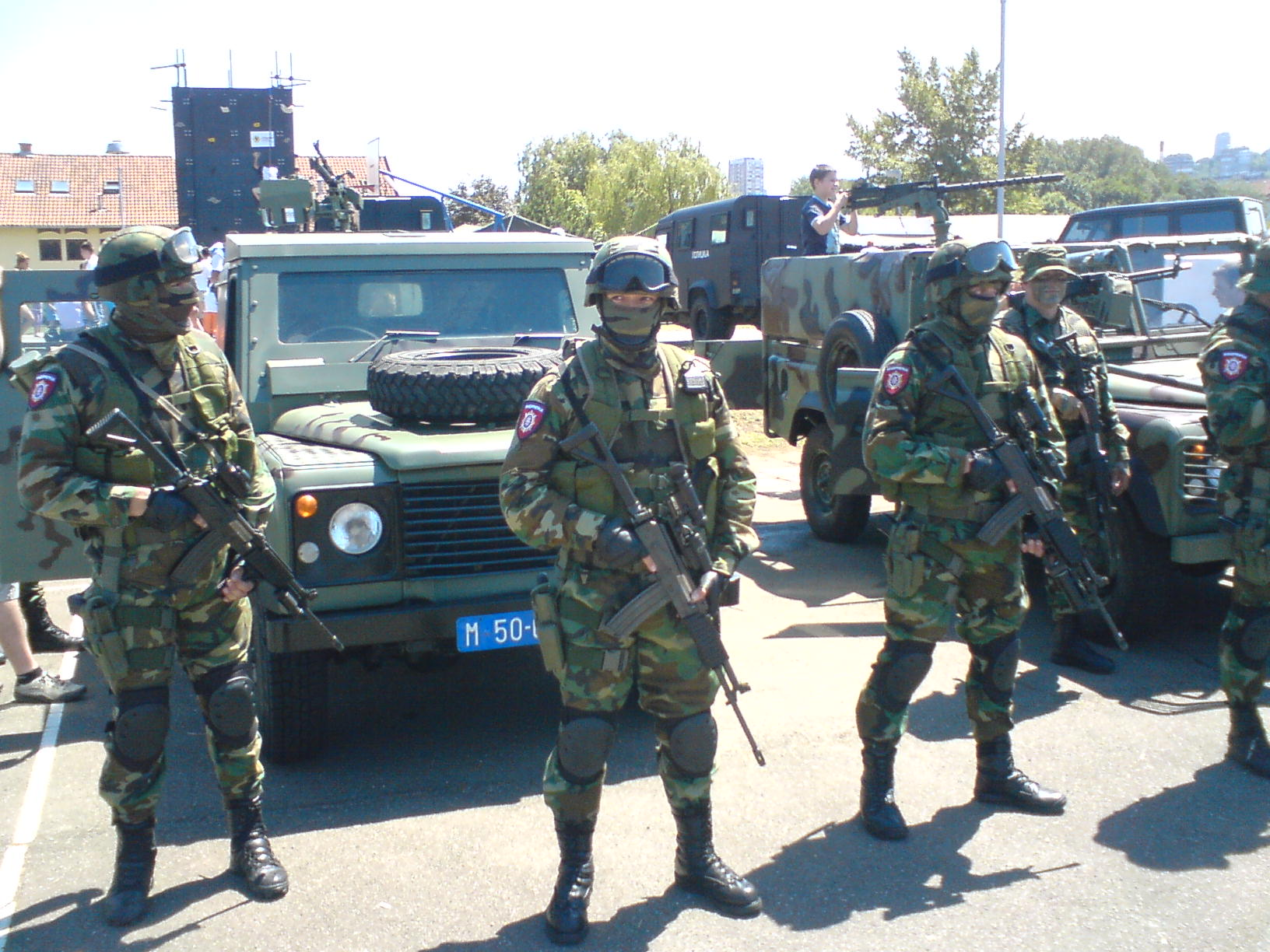
Membres de la Žandarmerija serbe
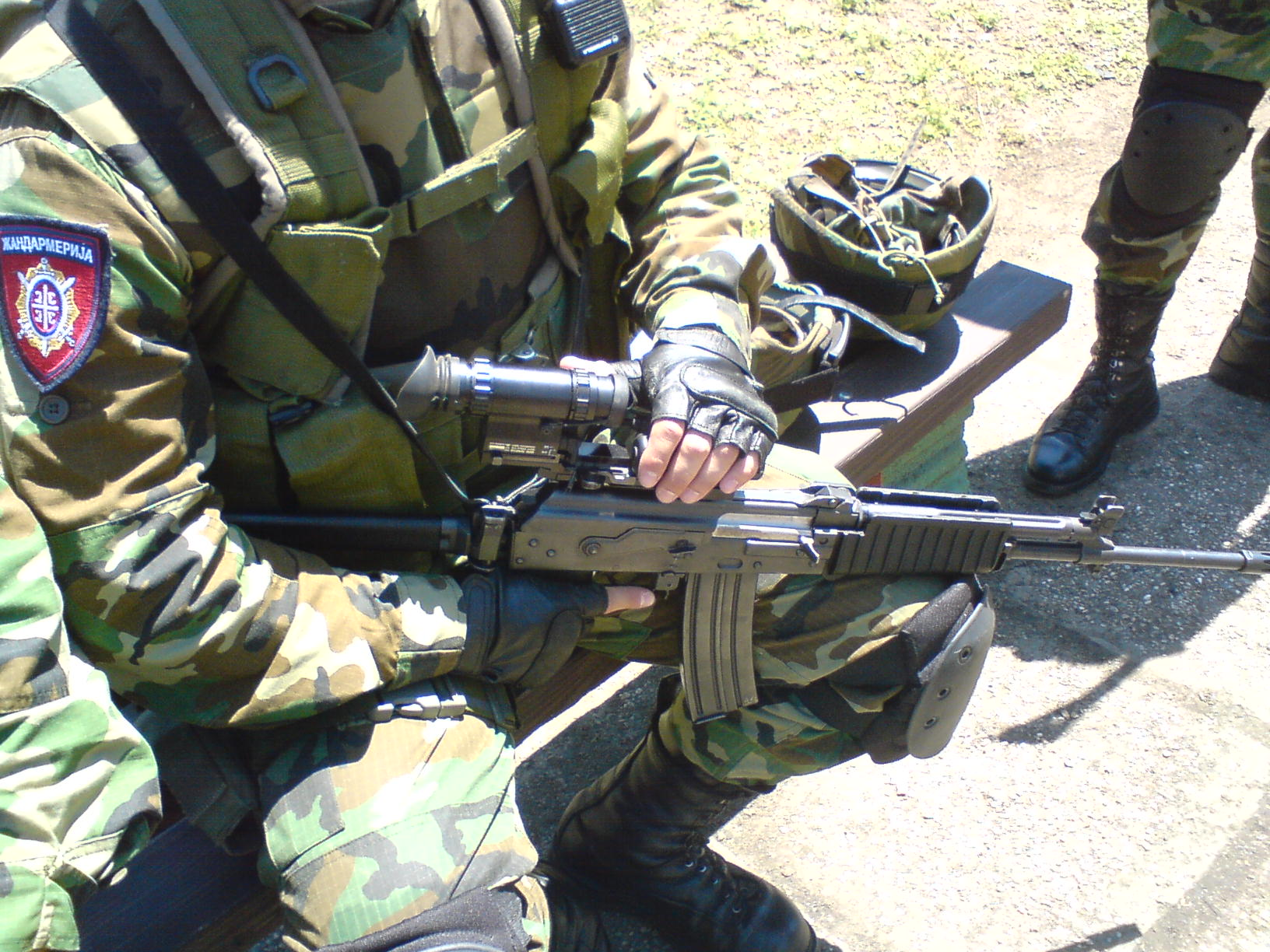
Sniper M-21
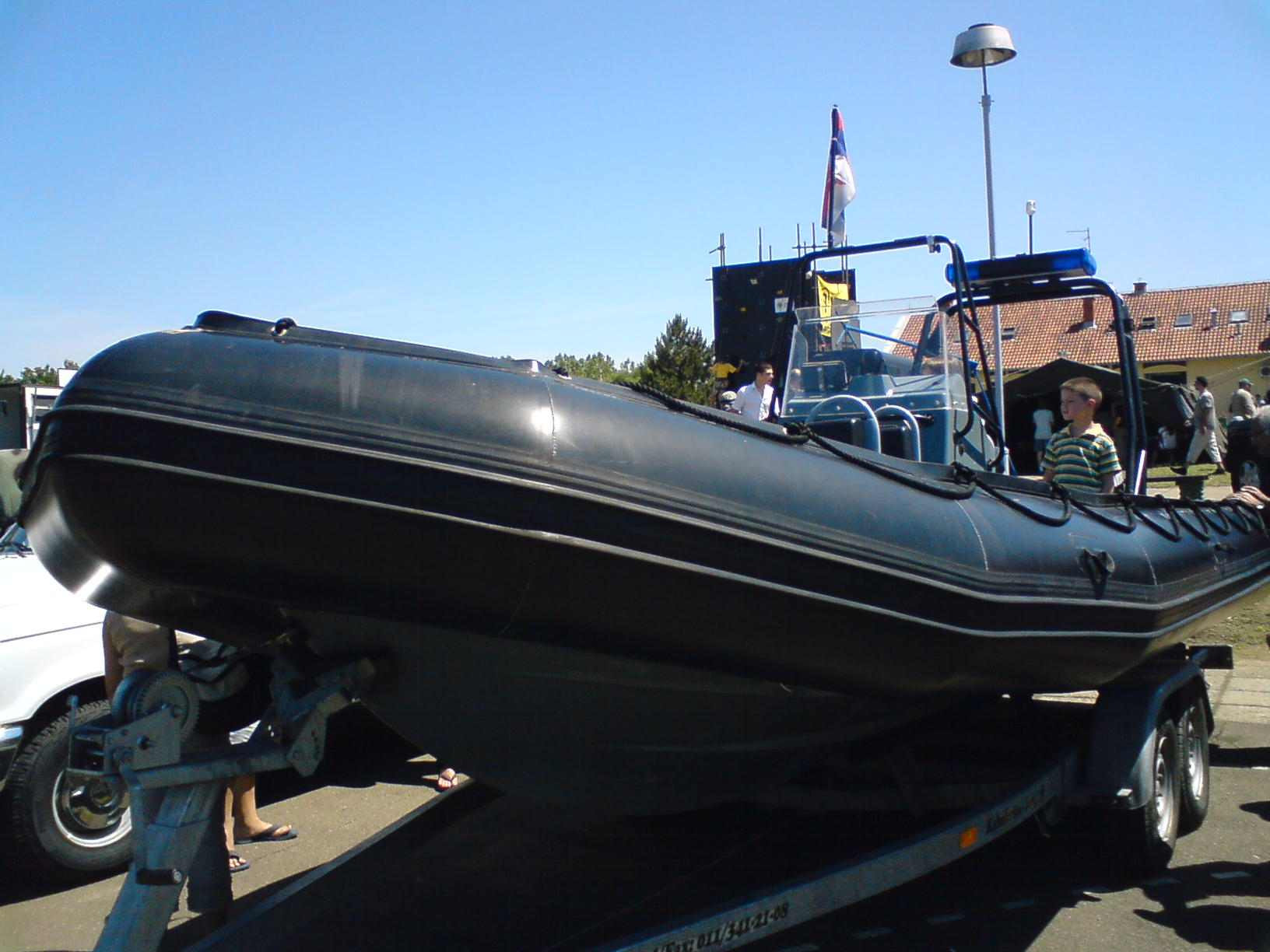
Bateau semi-rigide de patrouille
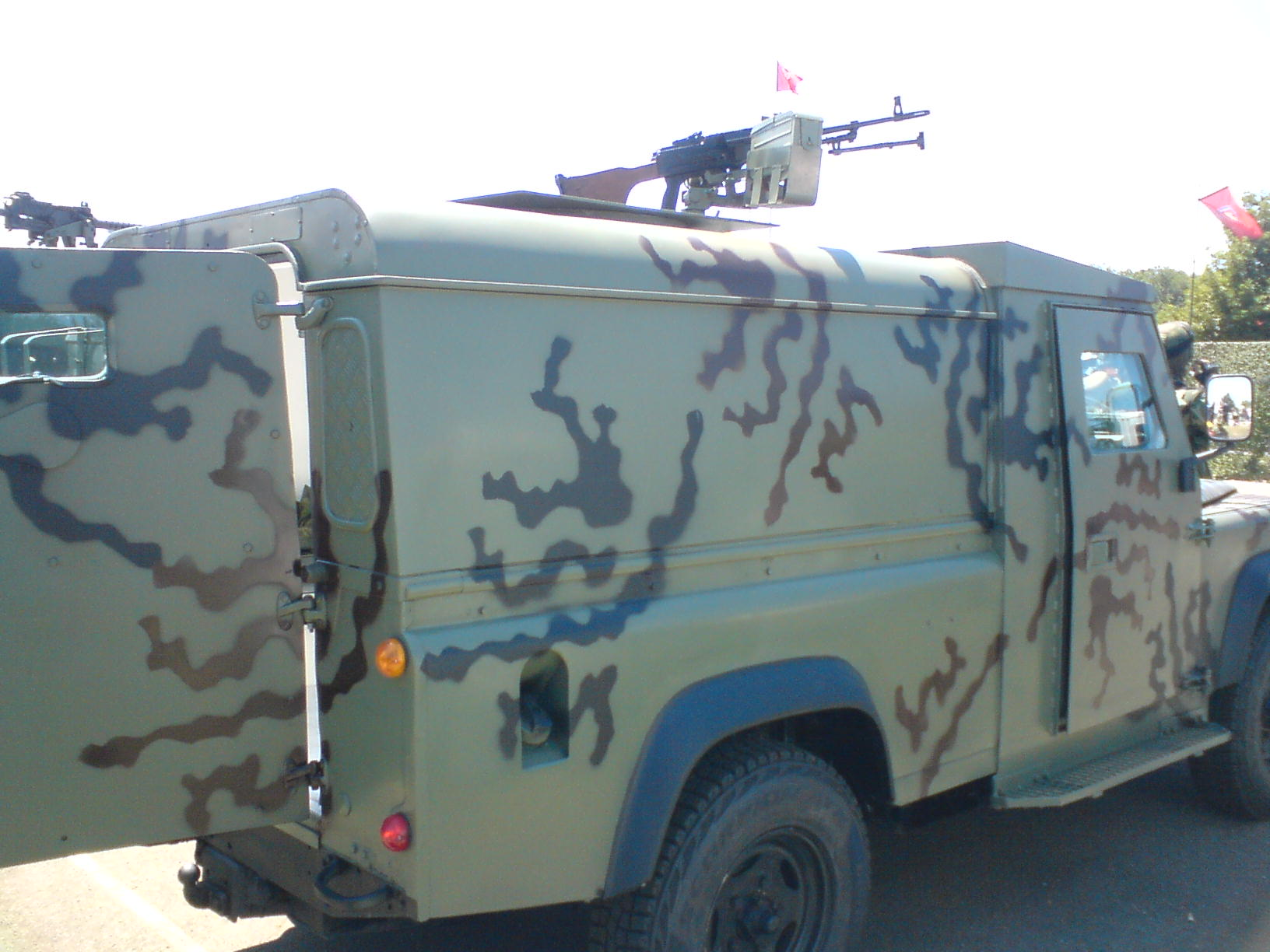
Žandarmerija Land Rover
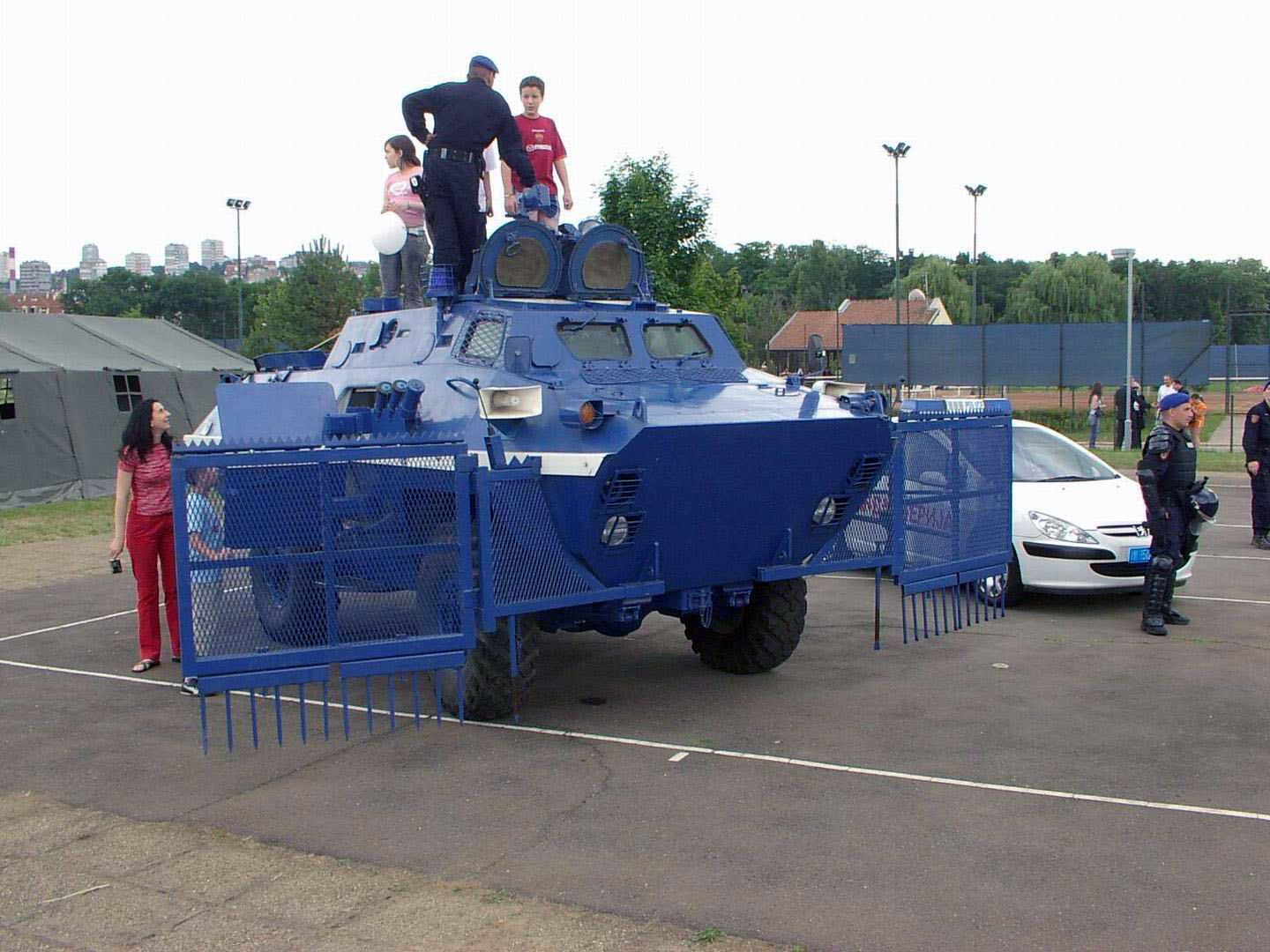
BOV-M